# SummerSlam (2019)
Cet article concerne l'édition 2019 du pay-per-view SummerSlam. Pour toutes les autres éditions, voir SummerSlam.
L’édition 2019 de SummerSlam est une manifestation de catch (lutte professionnelle) produite par la World Wrestling Entertainment (WWE), une fédération de catch américaine, qui a été télédiffusée, visible en paiement à la séance, sur le WWE Network. L'événement a eu lieu le 11 août 2019 au Scotiabank Arena à Toronto au Canada. Il s'agit de la trente-deuxième édition de SummerSlam, pay-per-view annuel qui fait partie avec le Royal Rumble, WrestleMania et les Survivor Series du « Big Four » .

## Contexte
Les spectacles de la World Wrestling Entertainment (WWE) sont constitués de matchs aux résultats prédéterminés par les scénaristes de la WWE. Ces rencontres sont justifiées par des storylines – une rivalité avec un catcheur, la plupart du temps – ou par des qualifications survenues dans les shows de la WWE telles que Raw, SmackDown, 205 Live et NXT. Tous les catcheurs possèdent un gimmick, c'est-à-dire qu'ils incarnent un personnage gentil (face) ou méchant (heel), qui évolue au fil des rencontres. Un événement comme SummerSlam est donc un événement tournant pour les différentes storylines en cours,.

## Matchs
| Ordre par numéros | Résultat                                                                             | Stipulation(s)                                           | Temps |
| --- | ------------------------------------------------------------------------------------ | -------------------------------------------------------- | ----- |
| 1P | Drew Gulak (c) bat Oney Lorcan                                                       | Match simple pour le WWE Cruiserweight Championship      | 08:45 |
| 2P | Buddy Murphy bat Apollo Crews par disqualification                                   | Match simple                                             | 04:20 |
| 3P | Alexa Bliss et Nikki Cross (c) battent The IIconics (Billie Kay et Peyton Royce)     | Tag team match pour le WWE Women's Tag Team Championship | 06:15 |
| 4 | Becky Lynch (c) bat Natalya                                                          | Submission Match pour le WWE Raw Women's Championship    | 12:35 |
| 5 | Goldberg bat Dolph Ziggler                                                           | Match simple                                             | 01:50 |
| 6 | AJ Styles (c) (avec Karl Anderson et Luke Gallows) bat Ricochet                      | Match simple pour le WWE United States Championship      | 13:00 |
| 7 | Bayley (c) bat Ember Moon                                                            | Match simple pour le WWE SmackDown Women's Championship  | 10:00 |
| 8 | Kevin Owens bat Shane McMahon                                                        | Match simple Si Kevin Owens perd, il quitte la WWE       | 09:20 |
| 9 | Charlotte Flair bat Trish Stratus par soumission                                     | Match simple                                             | 16:40 |
| 10 | Kofi Kingston (c) contre Randy Orton se termine par un double décompte à l'extérieur | Match simple pour le WWE Championship                    | 16:45 |
| 11 | "The Fiend" Bray Wyatt bat Finn Bálor                                                | Match simple                                             | 03:25 |
| 12 | Seth Rollins bat Brock Lesnar (c) (avec Paul Heyman)                                 | Match simple pour le WWE Universal Championship          | 13:25 |
| La lettre C placée entre parenthèses désigne la personne ou l’équipe championne en titre. P – indique que le match a eu lieu lors du pré-show |                                                                                      |                                                          |       |